# Antonia Carel

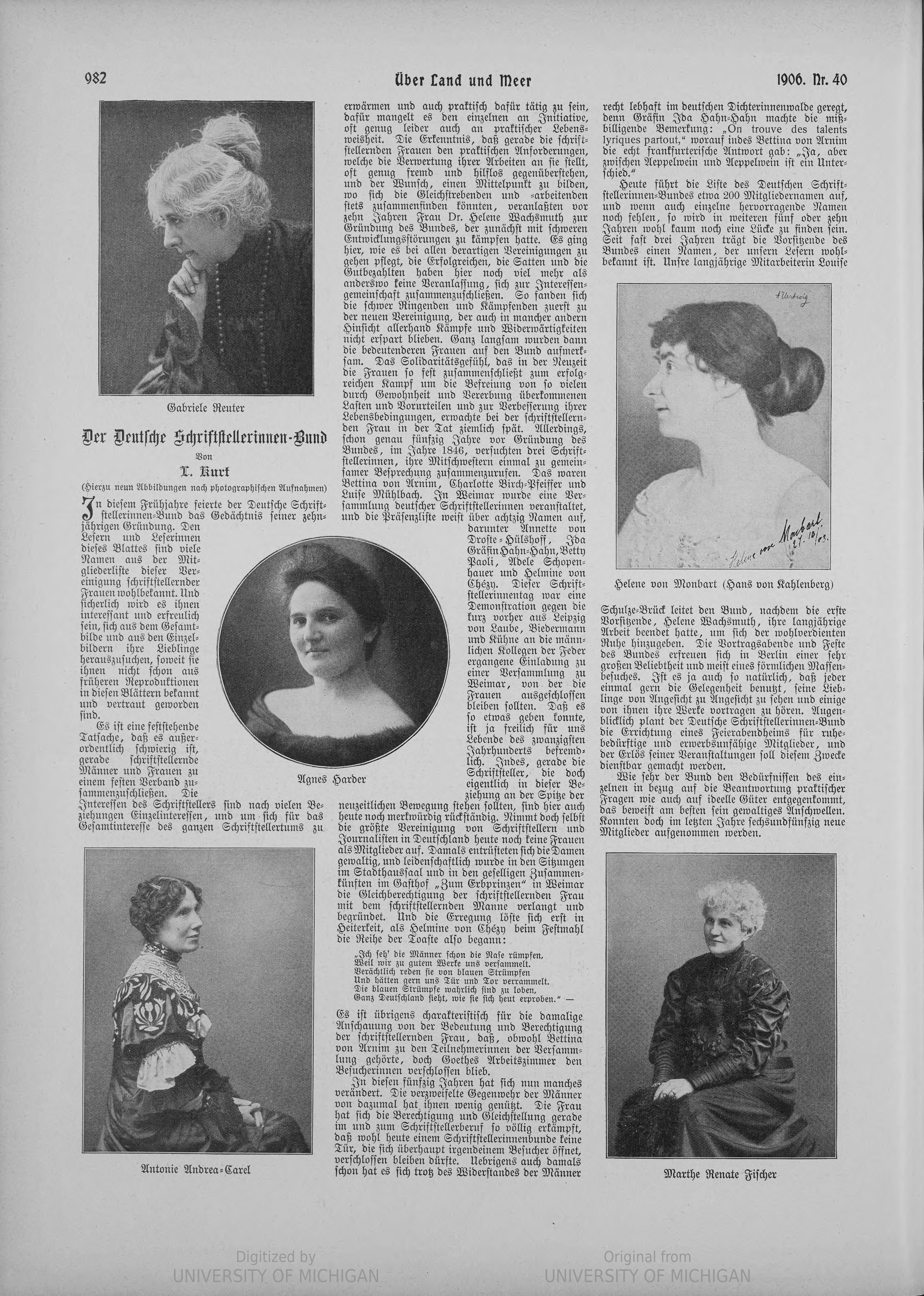
Antonia Carel (links), 1906

Antonia Carel (* 23. Januar 1849 in Alt-Storkow, Kreis Saatzig als Antonie Elise Andrees; † 14. Februar 1939 in Berlin) war eine deutsche Schriftstellerin.

## Leben

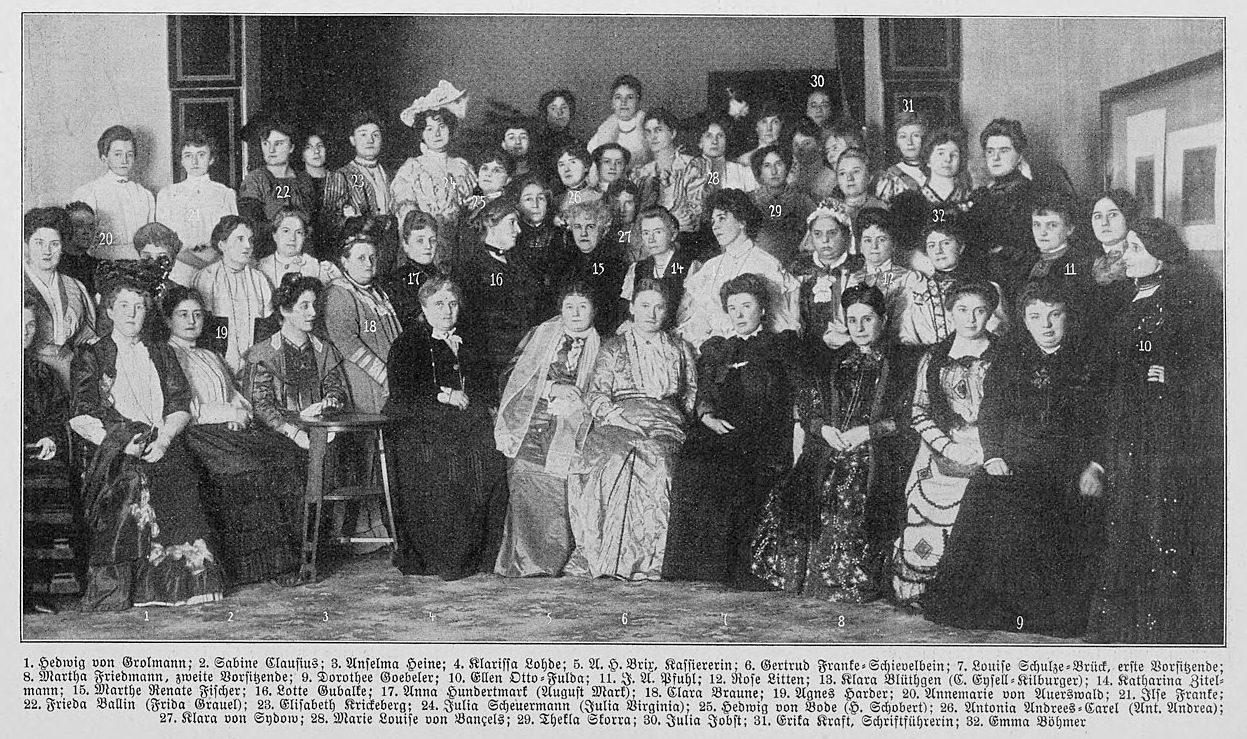
Deutscher Schriftstellerinnenbund, 1906, mit Antonia Carel (26)

Antonia Andrees war die Tochter eines Brennereiverwalters und wuchs in Ruhnow bei Wangerin im Kreis Regenwalde auf. Nach dem frühen Tod ihrer Elern lebte sie in Boston in den USA bei Verwandten.
Um 1879 unternahm sie eine Bildungsreise durch die Schweiz, Russland und Italien. 1880 lebte sie in Berlin, danach in Neapel, wo sie schwer erkrankte. Danach kehrte sie nach Deutschland zurück und kurierte sich in Freienwalde bei dem Schriftsteller Victor Blüthgen aus. 1893 heiratete sie in Balster, Kreis Dramburg George Carel, der Lehrer an der Sophienschule in Berlin war.
1906 war Antonia Andrees-Carel Schriftführerin beim Deutschen Schriftstellerinnenbund. 1930 veröffentlichte sie noch einen Roman in Berlin-Steglitz.
1939 starb sie in ihrer Villa in Berlin-Lichterfelde.
Es gibt einige Briefe von ihr und an sie sowie mehrere Fotos.

## Werke (Auswahl)
Antonia Carel verfasste mehrere Romane und Novellen, in denen sie besonders ihre italienischen Eindrücke und Erlebnisse verarbeitete.
- Raida, Roman, 1891[3]
- Der moderne Dämon,  Novellen, H. Hillger, Berlin, 1896
- Das Mädchenheim. Tante Mieken, Romane, H. Hillger, Berlin (Kürschners Bücherschatz), 1897
- Montevergine, eine neapolitanische Geschichte, 1898
- Unabhängig, Roman [1900?]
- Kinder der Sonne, italienische Novellen, H. Hillger, Berlin, 1901
- Auf der Jagd nach dem Glück, ein Roman aus der italienischen Gesellschaft, H. Hillger, Berlin (Kürschners Bücherschatz, 413), 1904
- Jugendstürme, Roman, H. Hillger, Berlin (Kürschners Bücherschatz, 576), 1907[4]
- Sie, die nicht weichen, Berlin-Steglitz [1930]